# Cyrus Samimi
Cyrus Samimi (* 1963 in Nürnberg) ist ein deutscher Geograph und Hochschullehrer.

## Leben
Samimi machte 1983 sein Abitur. Ab 1985 studierte er an der Friedrich-Alexander-Universität Erlangen-Nürnberg Geographie, Soziologie und Anglistik. 1987 wechselte er auf die Fächerkombination Geographie, Geologie und Biologie. 1990 erhielt er seinen Magister. 1995 promovierte er mit der Dissertation „Raumzeitliche Modellierung der aktuellen Evapotranspiration und Bodenfeuchte mit Landsat-TM – Fallstudie in Nordwestiran“. 2002 erfolgte seine Habilitation. Das Thema seiner Habilitationsschrift war „Das Weidepotential im Gutu Distrikt (Zimbabwe). Möglichkeiten und Grenzen der Modellierung unter Verwendung von Landsat-TM“. Danach war er von 2002 bis 2007 als Oberassistent am Institut für Geographie der Friedrich-Alexander-Universität Erlangen-Nürnberg. Im Wintersemester 2004/05 übernahm er die Vertretung einer C3-Professur für Physische Geographie am Institut für Physische Geographie der Johann Wolfgang Goethe-Universität Frankfurt am Main. Von August 2007 bis August 2008 übte er die Vertretung der W2-Professur Ecological Services im Elitestudiengang Global Change Ecology an der Universität Bayreuth aus. Danach war er von Oktober 2008 bis Februar 2010 Gastprofessor für Geoökologie am Institut für Geographie und Regionalforschung der Universität Wien. Im März 2010 erfolgte schließlich seine Berufung zum Professor für Geoökologie am Institut für Geographie und Regionalforschung der Universität Wien. Im März 2013 erfolgte seine Berufung zum Professor für Klimatologie an der Universität Bayreuth.

## Veröffentlichungen (Auswahl)
- zusammen mit Gabriele Obermaier [Hrsg.]: Folgen des Klimawandels. (Bayreuth: Verlag Naturwissenschaftliche Gesellschaft Bayreuth e. V., 2015. 175 S., ISBN 978-3-939146-21-6)[1]